# Fina Miralles Nobell
Fina Miralles Nobell (Sabadell, Barcelona; 27 de septiembre de 1950) es una artista plástica española que ha trabajado con todo tipo de medios.

## Biografía
Cursó sus estudios en la Facultad de Bellas Artes de la Universidad de Barcelona, ha tenido una extensa trayectoria en el ámbito cultural nacional e internacional: ha dirigido la Sala Vinçon de Barcelona, la Sala Tres en Sabadell entre otros. A partir del año 1983, abandona el mundo profesional del arte y viaja por América Latina y Francia. Se instala definitivamente en Cadaqués (Gerona) en 1999, después de veinticinco años de peregrinaje.
La obra de Fina Miralles se ubica dentro de la segunda generación de artistas conceptuales catalanes, así como otros como José Domingo o Ferran Garcia Sevilla. Dentro de esta corriente había un sector abiertamente politizado (donde encaja el Grupo de Trabajo) y otro de carácter más matérico (aunque también con otros contenidos ideológicos), de donde empezó a formar parte a partir de 1972. Estos artistas querían abolir el concepto de taller como espacio de trabajo artístico para vincular arte y vida y trabajar con más libertad en otros entornos.
La obra de Fina Miralles está marcada por una fuerte vinculación con la naturaleza y por un interés en la dicotomía entre lo natural y lo artificial. Por un lado, trabaja dentro del propio entorno natural, por otro, emplea los materiales de la naturaleza sin ninguna transformación esteticista, de manera que se dé una equivalencia entre propiedades físicas del material y su valor plástico.
Dentro de esta línea son destacables sus obras Naturaleza muerta, Naturalezas Naturales y Traslaciones (1974) y Relaciones (1975). Alrededor de esta época, la artista realiza algunas obras en las que trata de establecer relaciones entre el arte conceptual y la tradición popular catalana. Como dice el artista : "el arte debe volver a estar junto al pueblo (...) aunque esto nos suene demagógico es la única salida, si el arte quiere tomar parte en la reestructuración de los conceptos más básicos de nuestra sociedad. " En esta tesitura tiene piezas como Costumari catalán (1974)
A partir del año 1975, Fina Miralles genera una obra más relacionada con las problemáticas sociales del momento. Esta obra es fruto de un período histórico convulso: termina el franquismo, a partir de 1977 se legalizan los partidos políticos, nace la Asamblea Nacional de Cataluña así como de otras Asambleas democráticas de Artistas. Así pues, la obra de Miralles cobra una carga política mucho más pronunciada que hasta entonces, reflexionando en torno a los poderes totalitarios, las estructuras sociales patriarcales, la muerte o la violencia. De este periodo son representativas las obras Triángulo de poder y muerte (1976) o Triángulo sobre cuadrado (1977)
Aunque Fina Miralles recibió una formación artística tradicional, en su primera etapa tuvo una necesidad de dejar de lado el entorno " irrespirable " de la academia para buscar nuevos medios de expresión artística. Sin embargo, a partir del año 1979, la artista vuelve a la pintura. Se trata de una manera de pintar poco ortodoxa, muy vinculada a su trayectoria conceptual anterior. Trabaja con el cuadro más como objeto que como imagen, y sus piezas se caracterizan por un carácter fuertemente matérico, empleando recursos como el ensamblaje o el trabajo con el propio soporte, haciendo que la tela o el bastidor sean más significativos que la representación. En esta línea es destacable la pieza Paisaje (1979), expuesta en el Espacio 10 de la Fundación Miró (actual Espai 13).
A partir de 1983 la pintura de Miralles se vuelve más figurativa, revisando temas clásicos de la pintura como el paisaje y el retrato. Realiza numerosos viajes y, finalmente, abandona el mundo del arte profesional, tomando la pintura como una cuestión vivencial, al margen del mercado y los circuitos institucionales.
En 2018 su fotografía Translacions. Dona-Arbre (Translaciones. Mujer-Árbol) (1973) formó parte de la exposición El poder del arte, organizada con motivo del 40 aniversario de la Constitución española, las obras procedentes del Museo Nacional Centro de Arte Reina Sofía se ubicaron en las sedes del Congreso de los Diputados y del Senado.
En 2018 Fina Miralles participó con la obra Relacions. Relació del cos amb elements naturals, en la exposición Territorios que importan. Género, arte y ecología, organizada por el Centro de Arte y Naturaleza (CDAN) de Huesca. Esta exposición establece una relación entre el arte contemporáneo, la naturaleza y las cuestiones de género.
En 2020, el MACBA de Barcelona presentó "Soy todas las que he sido", la exposición más amplia dedicada a la artista hasta la fecha, un recorrido a través de varias décadas de su trabajo. La exposición, recibida por entusiasmo por la crítica y el público, presentaba la amplia diversidad del trabajo de la artista, superando las adscripciones convencionales que se ha hecho de su obra encasillándola dentro del "feminismo", el "land art" o "el conceptual". Teresa Grandas, la comisaria de la muestra, optó por presentar todas esas lecturas en conjunto, ampliadas y magnificadas, al tiempo que se hacía un profundo trabajo de restauración y recuperación de algunas de sus piezas de las décadas de los setenta y ochenta.